# 1668

## Събития

### Януари
- Оформя се Тройният Алианс между Англия, Швеция и Обединените провинции.

### Неизвестна дата
- Британската източноиндийска компания поема контрола над Бомбай.